# Phyllohydrax
Phyllohydrax es un género con dos especies de plantas con flores perteneciente a la familia de las rubiáceas. 
Es nativo de la costa de Tanzania, sur de África y Madagascar.

## Especies
- Phylohydrax carnosa (Hochst.) Puff (1986).
- Phylohydrax madagascariensis (Willd. ex Roem. & Schult.) Puff (1986).